# Industrie du schiste bitumineux

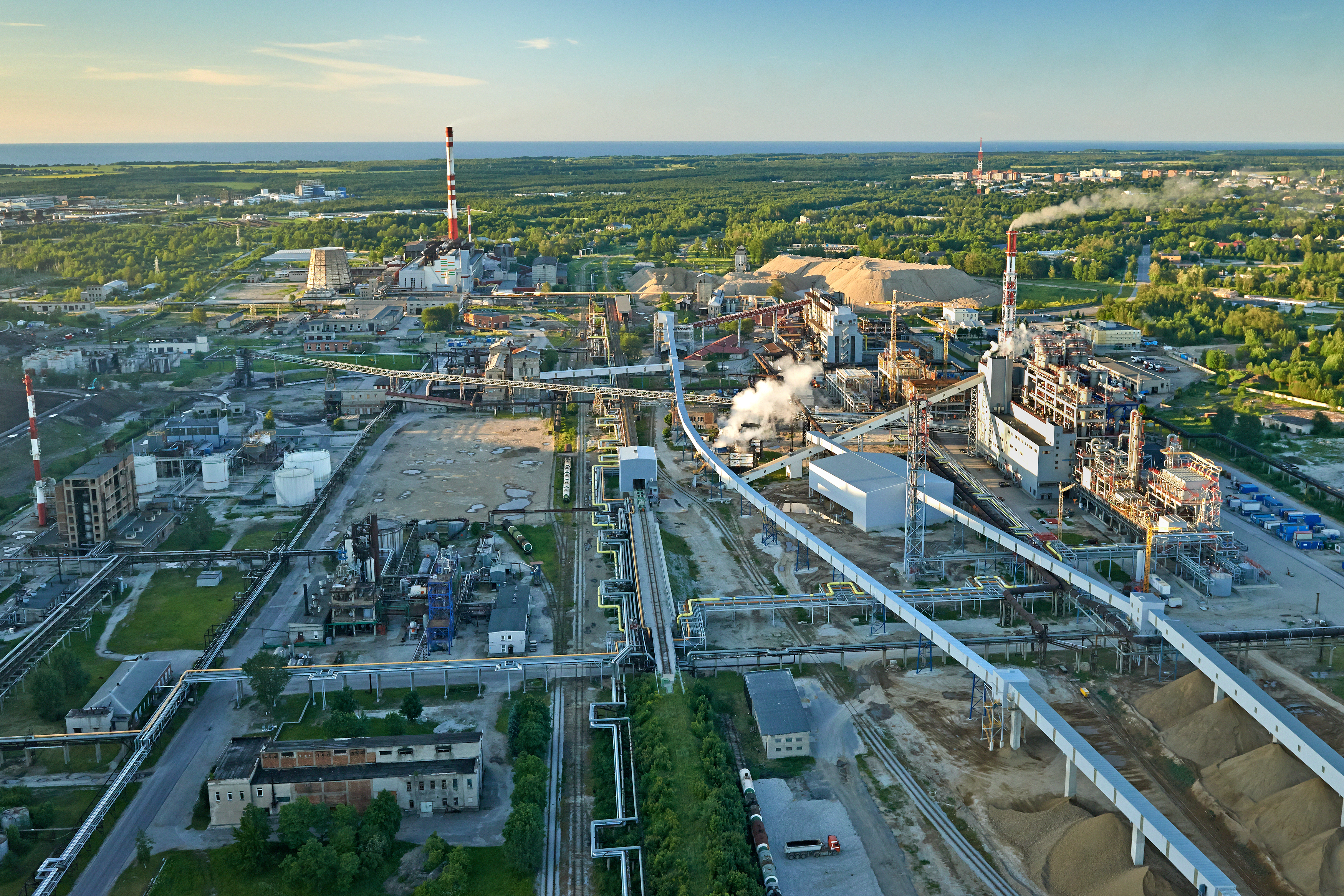
Viru Keemia Grupp (VKG) Energie en Estonie.

 (février 2023).
La mise en forme du texte ne suit pas les recommandations de Wikipédia : il faut le « wikifier ».
Les points d'amélioration suivants sont les cas les plus fréquents. Le détail des points à revoir est peut-être précisé sur la page de discussion.
- Les titres sont pré-formatés par le logiciel. Ils ne sont ni en capitales, ni en gras.
- Le texte ne doit pas être écrit en capitales (les noms de famille non plus), ni en gras, ni en italique, ni en « petit »…
- Le gras n'est utilisé que pour surligner le titre de l'article dans l'introduction, une seule fois.
- L'italique est rarement utilisé : mots en langue étrangère, titres d'œuvres, noms de bateaux, etc.
- Les citations ne sont pas en italique mais en corps de texte normal. Elles sont entourées par des guillemets français : « et ».
- Les listes à puces sont à éviter, des paragraphes rédigés étant largement préférés. Les tableaux sont à réserver à la présentation de données structurées (résultats, etc.).
- Les appels de note de bas de page (petits chiffres en exposant, introduits par l'outil «  Source ») sont à placer entre la fin de phrase et le point final[comme ça].
- Les liens internes (vers d'autres articles de Wikipédia) sont à choisir avec parcimonie. Créez des liens vers des articles approfondissant le sujet. Les termes génériques sans rapport avec le sujet sont à éviter, ainsi que les répétitions de liens vers un même terme.
- Les liens externes sont à placer uniquement dans une section « Liens externes », à la fin de l'article. Ces liens sont à choisir avec parcimonie suivant les règles définies. Si un lien sert de source à l'article, son insertion dans le texte est à faire par les notes de bas de page.
- La présentation des références doit suivre les conventions bibliographiques. Il est recommandé d'utiliser les modèles {{Ouvrage}}, {{Chapitre}}, {{Article}}, {{Lien web}} et/ou {{Bibliographie}}. Le mode d'édition visuel peut mettre en forme automatiquement les références.
- Insérer une infobox (cadre d'informations à droite) n'est pas obligatoire pour parachever la mise en page.

Pour une aide détaillée, merci de consulter Aide:Wikification.
Si vous pensez que ces points ont été résolus, vous pouvez retirer ce bandeau et améliorer la mise en forme d'un autre article.
L'industrie du schiste bitumineux est une industrie permettant l'extraction et le traitement du schiste bitumineux, une roche sédimentaire à grain fin qui contient des quantités importantes de kérogène (un mélange solide de composés chimiques organiques), à partir desquelles des hydrocarbures liquides peuvent être fabriqués. L'industrie s'est développée au Brésil, en Chine, en Estonie et dans une certaine mesure en Allemagne et en Russie. Plusieurs autres pays mènent actuellement des recherches sur leurs réserves de schiste bitumineux (en) et leurs méthodes de production (en) afin d'en améliorer l'efficacité et la récupération. Selon une étude publiée en 2005, l'Estonie représentait environ 70 % de la production mondiale de schiste bitumineux.
Il est utilisé à des fins industrielles depuis le début du XVIIe siècle, lorsqu'il était exploité pour ses minéraux et depuis la fin du XIXe siècle, l'huile de schiste est également utilisée pour sa teneur en huile et comme combustible de qualité inférieure pour la production d'électricité. Cependant, à l'exception des pays disposant d'importants gisements, son utilisation pour la production d'électricité n'est pas particulièrement répandue. De même, le schiste bitumineux est une source de production de pétrole brut synthétique et est considéré comme une solution pour augmenter la production nationale de pétrole dans les pays qui dépendent des importations.

## Histoire

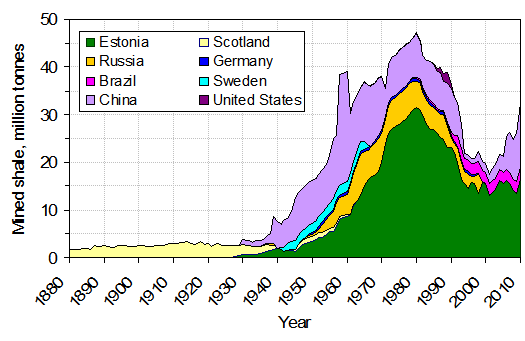
Production de schiste bitumineux en millions de tonnes, de 1880 à 2010. Source: Pierre Allix, Alan K. Burnham.

Le schiste bitumineux est utilisé depuis l'Antiquité mais son exploitation industrielle moderne a commencé en 1837 dans les mines d'Autun en France, suivie par la Grande-Bretagne, l'Allemagne et plusieurs autres pays,. Son industrie a commencé à se développer juste avant la Première Guerre mondiale en raison de la production de masse d'automobiles et de camions ainsi que de la supposée pénurie d'essence pour les besoins de transport. En 1924, la centrale électrique de Tallinn a été la première centrale électrique au monde à passer au chauffage au schiste bitumineux. Après la fin de la Seconde Guerre mondiale, cette industrie a décliné en raison de la découverte d'importantes réserves de pétrole brut facilement accessible et moins cher,,, mais la production de schiste bitumineux a cependant continué de croître en Estonie, en Russie et en Chine.
À la suite de la crise pétrolière de 1973, elle a été redémarrée dans plusieurs pays, mais dans les années 1980, lorsque les prix du pétrole ont chuté, de nombreuses industries ont été fermées pour de nouveau se développer depuis le milieu des années 1990. En 2003, le programme de mise en valeur des schistes bitumineux a été lancé aux États-Unis, et en 2005, le programme de location commerciale pour les schistes et sables bitumineux a été introduit,.
Depuis mai 2007, l'Estonie est activement engagée dans l'exploitation de ce schiste à grande échelle et représente 70 % du traitement mondial. Ce pays est unique en ce sens que ses gisements de schiste bitumineux ne représentent que 17 % du total des gisements de l'Union européenne, mais qu'elle en génère 90 % de son électricité. En Estonie, cette industrie emploie 7 500 personnes, soit environ 1 % de l'emploi national et 4 % de son produit intérieur brut.

## Exploitation minière
Le schiste bitumineux est extrait soit par des techniques traditionnelles d'extraction souterraine, soit par des techniques d'extraction à ciel ouvert. Il existe plusieurs méthodes d'extraction disponibles, mais leurs objectifs commun est de fragmenter les gisements de schiste bitumineux afin de permettre le transport de fragments de schiste vers une centrale électrique ou une installation de cornue. Les méthodes les plus communes d’extractions minières à ciel ouvert sont l’open pit mining et le strip mining. Une méthode importante d'exploitation minière souterraine est la méthode de la « chambre et du pilier ». Elle permet que ce matériau soit extrait sur un plan horizontal tout en laissant des « piliers » de matériau intact pour soutenir le toit et qui réduisent la probabilité d'un effondrement. Le schiste bitumineux peut également être obtenu comme sous-produit de l'extraction du charbon.
La plus grande mine de schiste bitumineux au monde est la mine Estonia, exploitée par Enefit Kaevandused (en). En 2005, l'Estonie a extrait 14,8 millions de tonnes de schiste bitumineux et au cours de la même période, des permis d'exploitation minière ont été délivrés pour près de 24 millions de tonnes, et des demandes ont été reçues pour l'extraction de 26 millions de tonnes supplémentaires. En 2008, le Parlement estonien a approuvé le Plan national de développement pour l'utilisation des schistes bitumineux 2008-2015, qui limite l'extraction annuelle de schiste bitumineux à 20 millions de tonnes.

## La production d'énergie

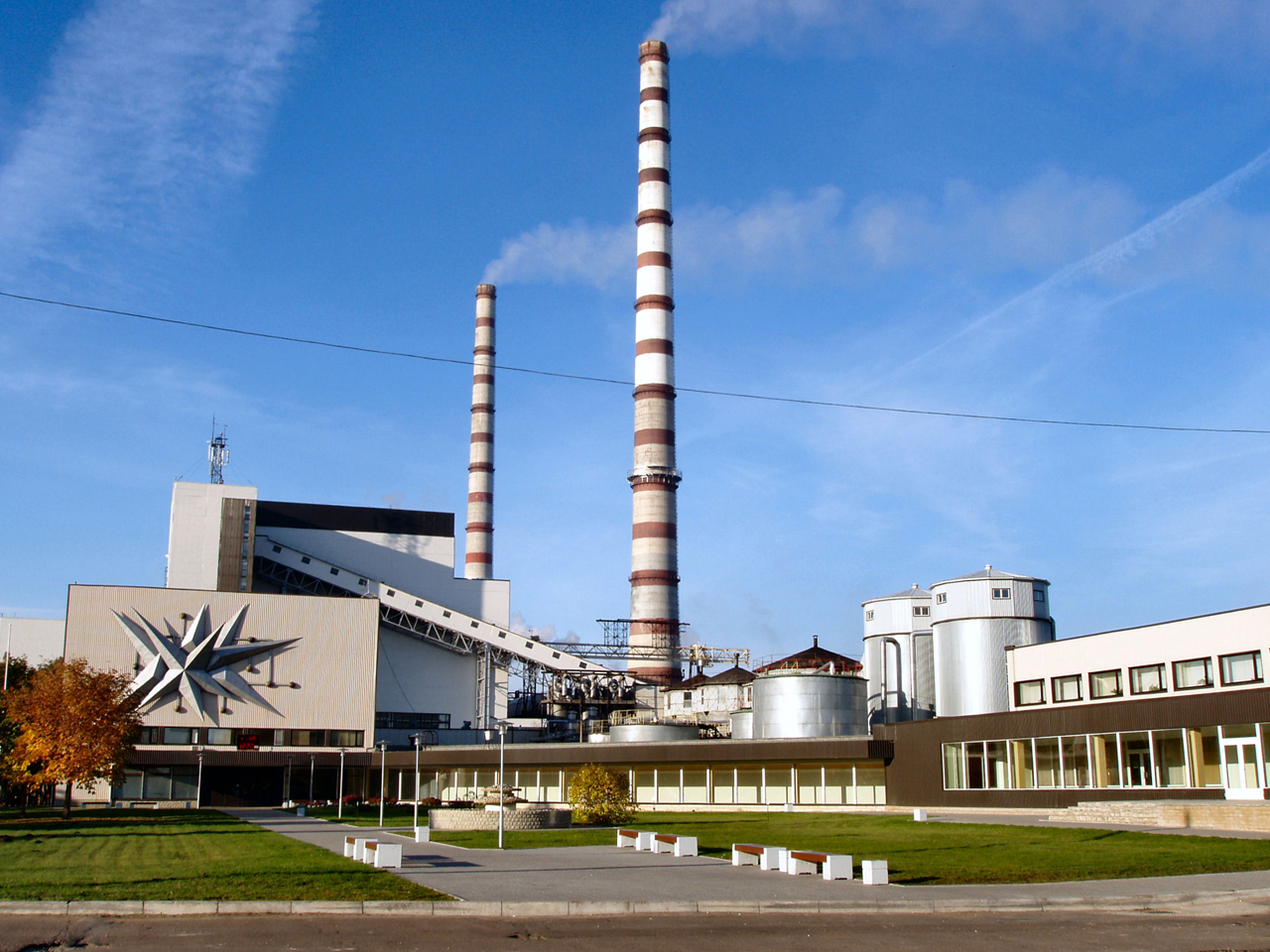
Centrale électrique Eesti alimentée au schiste bitumineux à Narva, Estonie.

Le schiste bitumineux peut être utilisé comme combustible dans les centrales thermiques, où il est brûlé comme du charbon pour entraîner les turbines à vapeur. Depuis 2012, il existe des centrales électriques au schiste bitumineux en Estonie d'une capacité de production de 2 967 mégawatts (MW), en Chine et en Allemagne,. Israël, la Roumanie et la Russie ont également exploité des centrales électriques alimentées au schiste bitumineux, mais les ont fermées ou sont passées à d'autres combustibles comme le gaz naturel,,. La Jordanie et l'Égypte ont annoncé leur intention de construire des centrales électriques alimentées par ce matériau, tandis que le Canada et la Turquie prévoient d'en brûler dans les centrales électriques avec du charbon,,.
Les centrales thermiques qui l'utilisent comme combustible utilisent principalement deux types de méthodes de combustion. La méthode traditionnelle est la combustion pulvérisée (en) (PC), qui est utilisée dans les anciennes unités des centrales électriques au schiste bitumineux en Estonie, tandis que la méthode la plus avancée est la combustion en lit fluidisé (en) (FBC), qui est utilisée dans la cimenterie Holcim à Dotternhausen en Allemagne, et a été utilisée dans la centrale électrique de Mishor Rotem (en) en Israël. Les principales technologies FBC sont la combustion en lit fluidisé bouillonnant (BFBC) et la combustion en lit fluidisé circulant (CFBC),.
Il existe plus de 60 centrales électriques dans le monde qui utilisent la technologie CFBC pour la combustion du charbon et du lignite, mais seules deux nouvelles unités des centrales électriques de Narva en Estonie et une de la centrale électrique de Huadian en Chine utilisent la technologie CFBC pour la combustion du pétrole de schiste argileux,,,. La technologie de combustion de schiste bitumineux la plus avancée et la plus efficace est la combustion en lit fluidisé sous pression, Pressurized fluidized-bed combustion (PFBC), cependant, cette technologie n'a pas encore abouti et en reste à ses débuts.

## L'extraction du pétrole
Les principaux producteurs d'huile de schiste sont la Chine et l'Estonie, avec le Brésil loin derrière, tandis que l'Australie, les États-Unis, le Canada et la Jordanie ont prévu de mettre en place ou de redémarrer sa production,. Selon le Conseil mondial de l'énergie, en 2008, la production totale d'huile de schiste à partir de schiste bitumineux était de 930 000 tonnes, soit 17 700 barils quotidiens (2 810 m3/jour), dont la Chine a produit 375 000 tonnes, l'Estonie 355 000 tonnes et le Brésil 200 tonnes. En comparaison, la production de pétrole conventionnel et de liquide de gaz naturel en 2008 s'élevait à 3,95 milliards de tonnes ou 82,12 millions de barils quotidiens (13 056 × 106 m3/jour).
Bien qu'il existe plusieurs technologies de stérilisation des schistes bitumineux, seules quatre technologies sont actuellement utilisées commercialement :  Kiviter (en), Galoter (en), Fushun (en) et Petrosix (en). Les deux principales méthodes d'extraction du pétrole de schiste sont ex-situ et in-situ. Dans la méthode ex-situ, le schiste bitumineux est extrait et transporté vers l'installation de cornue afin d'extraire le pétrole. La méthode in situ transforme le kérogène alors qu'il est encore sous la forme d'un gisement, puis l'extrait via un puits, d' où il remonte sous forme de pétrole normal.

## Autres utilisations industrielles
Le schiste bitumineux est utilisé pour la production de ciment par Kunda Nordic Cement en Estonie, par Holcim en Allemagne et par l'usine de ciment Fushun en Chine,. Il peut également être utilisé pour la production de différents produits chimiques, matériaux de construction et produits pharmaceutiques, comme le bituminosulfonate d'ammonium (en),. Cependant, son utilisation pour la production de ces produits est encore très rare et uniquement à des stades expérimentaux,.
Certains schistes bitumineux sont une source de soufre, d'ammoniac, d'alumine, de carbonate de sodium et de nahcolite qui se présentent comme sous-produits de l'extraction de l'huile de schiste. Ils peuvent également être utilisés pour la production d'uranium et d'autres éléments chimiques rares. De 1946 à 1952, une variété marine de schiste de Dictyonema a été utilisée pour la production d'uranium à Sillamäe, en Estonie, et de 1950 à 1989, en Suède, dans le même but. Le gaz de schiste bitumineux peut également être utilisé comme substitut du gaz naturel et après la Seconde Guerre mondiale, il a été produit en Estonie et a été utilisé à Leningrad ainsi que dans les villes du nord du pays. Cependant, au niveau actuel des prix du gaz naturel, cela n'est pas économiquement viable,.

## Économie

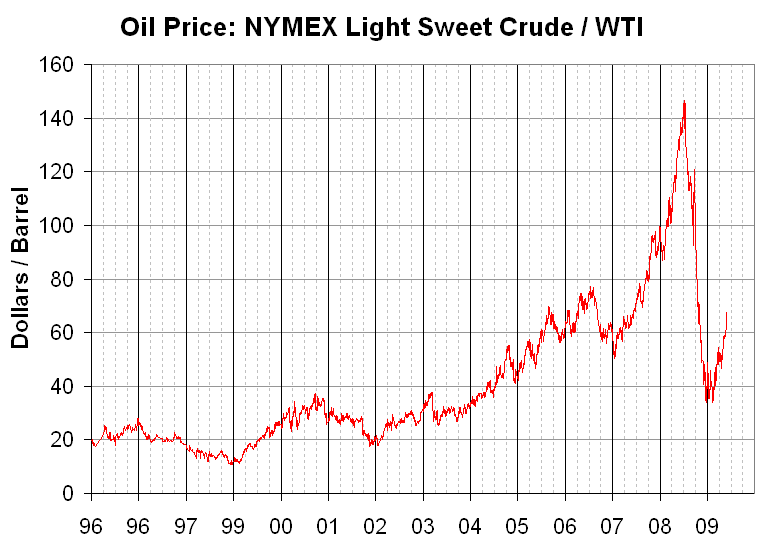
NYMEX Variation du prix du pétrole brut léger de 1996 à 2009 (Non ajusté à l'inflation)

La quantité de schiste bitumineux économiquement récupérable est inconnue. Les diverses tentatives de développement des gisements n'ont réussi que lorsque le coût de production de l'huile de schiste dans une région donnée était inférieur au prix du pétrole brut ou de ses autres substituts. Selon une enquête menée par la RAND Corporation, le coût de production d'un baril d'huile de schiste dans un hypothétique complexe d'autoclavage de surface aux États-Unis (comprenant une mine, une usine d'autoclavage, une pré-raffinerie, des services publics de soutien et la récupération du schiste usé), serait entre 70 et 95 dollars EU (440 et 600 dollars/m3), ajusté aux valeurs de 2005. En supposant une augmentation progressive de la production commerciale, l'analyse prévoit une réduction progressive des coûts de traitement à 30-40 $ par baril (190-250 $/m3) après avoir atteint le jalon de 1 milliard de barils (160 × 106 m3),. Royal Dutch Shell a annoncé que sa technologie Shell ICP (en) réaliserait un bénéfice lorsque les prix du pétrole brut seraient supérieurs à 30 $ le baril (190 $/m3), tandis que certaines technologies en production à grande échelle affirment être rentables à des prix du pétrole inférieurs à 20 $ le baril (130 $/m3),,.
Pour augmenter l'efficacité de l'autoclavage du schiste bitumineux et ainsi la viabilité de la production d'huile de schiste, les chercheurs ont proposé et testé plusieurs procédés de co-pyrolyse, dans lesquels d'autres matériaux tels que la biomasse, la tourbe, les déchets de bitume ou les déchets de caoutchouc et de plastique sont autoclavés avec le schiste bitumineux,,,,.Certaines technologies modifiées proposent de combiner une cornue à lit fluidisé avec un four à lit fluidisé circulé pour brûler les sous-produits de la pyrolyse (charbon et gaz de schiste bitumineux) et ainsi améliorer le rendement en pétrole, augmenter le débit et réduire le temps de cornue.
Dans une publication de 1972 de la revue Pétrole Informations  (ISSN 0755-561X), la production d'huile de schiste était défavorablement comparée à la liquéfaction du charbon. L'article indiquait que la liquéfaction du charbon était moins coûteuse, générait plus de pétrole et créait moins d'impacts environnementaux que l'extraction du schiste bitumineux. Cet article cite un taux de conversion de 650 litres (170 US gal ; 140 imp gal) de pétrole par tonne de charbon, contre 150 litres (40 US gal ; 33 imp gal) d'huile de schiste par tonne de schiste bitumineux.
Une mesure critique de la viabilité du schiste bitumineux en tant que source d'énergie réside dans le rapport entre l'énergie produite par le schiste et l'énergie utilisée dans son extraction et son traitement, rapport connu sous le nom d'« énergie retournée sur l'énergie investie » (EROEI). Une étude de 1984 a estimé que l'EROEI des divers gisements de schiste bitumineux connus variait entre 0,7 et 13,3 bien que les projets de développement d'extraction connus affirment un EROEI entre 3 et 10. Selon le World Energy Outlook 2010, l'EROEI du traitement ex situ est généralement de 4 à 5, tandis que le traitement in situ peut même être aussi bas que 2. Cependant, selon l'AIE, la majeure partie de l'énergie utilisée peut être fournie en brûlant le schiste usé ou le gaz de schiste bitumineux.
L'eau nécessaire au processus de stérilisation des schistes bitumineux offre une considération économique supplémentaire : cela peut poser un problème dans les zones où l'eau est rare.

## Considérations environnementales
L'extraction du schiste bitumineux entraîne un certain nombre d'impacts environnementaux, plus prononcés dans l'exploitation à ciel ouvert que dans l'exploitation souterraine. Ceux-ci comprennent le drainage acide induit par l'exposition soudaine et rapide et l'oxydation subséquente de matériaux anciennement enfouis, l'introduction de métaux, y compris le mercure dans les eaux de surface et les eaux souterraines, l'augmentation de l'érosion, les émissions de gaz sulfureux et la pollution de l'air causée par la production de particules lors des activités de traitement, de transport et de soutien,. En 2002, environ 97 % de la pollution de l'air, 86 % du total des déchets et 23 % de la pollution de l'eau en Estonie provenaient de l'industrie électrique, qui utilise le schiste bitumineux comme principale ressource pour sa production d'électricité.
L'extraction des schistes bitumineux peut nuire à la valeur biologique et récréative des terres et à l'écosystème de la zone minière, la combustion et le traitement thermique génèrant des déchets et les émissions atmosphériques provenant du traitement et de la combustion du schiste bitumineux comprenant du dioxyde de carbone, un gaz à effet de serre. Les écologistes s'opposent à la production et à l'utilisation du schiste bitumineux, car il crée encore plus de gaz à effet de serre que les combustibles fossiles conventionnels. Les processus expérimentaux de conversion in situ et les technologies de captage et de stockage du carbone pourraient atténuer certaines de ces préoccupations à l'avenir, mais pourraient en même temps causer d'autres problèmes, notamment la pollution des eaux souterraines (en). Parmi les contaminants de l'eau couramment associés au traitement du schiste bitumineux figurent les hydrocarbures hétérocycliques oxygénés et azotés. Les exemples couramment détectés comprennent les dérivés de la quinoléine, la pyridine et divers homologues alkyles de la pyridine (picoline, lutidine (en)).
Les problèmes d'eau sont des questions sensibles dans les régions arides, telles que l'ouest des États-Unis et le désert du Néguev en Israël, où des plans existent pour étendre l'extraction des schistes bitumineux malgré une pénurie d'eau. Selon la technologie, la cornue en surface utilise entre un et cinq barils d'eau par baril d'huile de schiste produite,,,. Une déclaration d'impact environnemental (en) programmatique de 2008 publiée par le US Bureau of Land Management a déclaré que les opérations d'extraction à ciel ouvert et de cornue produisent 2 à 10 gallons américains (7,6 à 37,9 l ; 1,7 à 8,3 gal imp) d'eaux usées pour 1 tonne courte (0,91 t) de schiste bitumineux traité. Le traitement in situ, selon une estimation, utilise environ un dixième de la quantité d'eau.
Des militants écologistes, dont des membres de Greenpeace, ont organisé de grandes manifestations contre l'industrie du schiste bitumineux en obtenant comme résultat que l'entreprise Queensland Energy Resources (en) suspende le projet proposé de Stuart Oil Shale (en) en Australie en 2004,,.